# Облигации Брейди
Облигации Брейди — облигации развивающихся стран, деноминированные преимущественно в долларах. Своё название получили по имени министра финансов США Николаса Брейди, который предложил так называемый «план Брейди» по реструктуризации суверенного долга ряда стран Латинской Америки.
Основная идея заключалась в конвертации долга в особые ценные бумаги (впоследствии и названные «облигациями Брейди»), обеспеченные бескупонными казначейскими облигациями США сроком до 30 лет. Для кредиторов предлагалось «меню инструментов (вариантов)», что предоставляло большую гибкость для эффективного управления своими портфелями. Страны-должники получали возможность отсрочки платежа и последующего экономического роста.
Было выпущено 2 типа облигаций Брейди:
1) облигации, продаваемые по номинальной цене (Par Exchanges) — выпускались по цене первоначального кредита, но со сниженной ставкой купона. Основные и процентные платежи были гарантированы.
2) облигации, продаваемые по цене ниже номинала (Discount Exchanges) — выпускались с дисконтом к первоначальной стоимости кредита. Основные и процентные платежи были гарантированы, а купон при этом соответствовал рыночным ценам.
Несмотря на множество новшеств, не опробованных ранее, применение облигаций Брейди можно в целом назвать успешным (несмотря на дефолт Эквадора). В 2003 году Мексика стала первой страной, погасившей по ним свой долг. Затем свои облигации Брейди в полном объёме выкупили Бразилия, Колумбия, Венесуэла и Филиппины.